# Società Sportiva Chinotto Neri 1951-1952
Questa voce raccoglie le informazioni riguardanti la  Società Sportiva Chinotto Neri  nelle competizioni ufficiali della stagione 1951-1952.

## Rosa
| N. |                   | Ruolo | Calciatore            |
| -- | ----------------- | ----- | --------------------- |
|    | Italia (bandiera) | A     | E. Agostini           |
|    | Italia (bandiera) | C     | Sergio Andreoli       |
|    | Italia (bandiera) | A     | Gino Armillei         |
|    | Italia (bandiera) | D     | Marino Capodacqua     |
|    | Italia (bandiera) | C     | Giulio Ceresi         |
|    | Italia (bandiera) | P     | Umberto Di Lorenzo    |
|    | Italia (bandiera) | D     | Arnaldo Larboni       |
|    | Italia (bandiera) | A     | Evaristo Malaspina II |

| N. |                   | Ruolo | Calciatore       |
| -- | ----------------- | ----- | ---------------- |
|    | Italia (bandiera) | A     | L. Perugini      |
|    | Italia (bandiera) | C     | Antonio Rapiti   |
|    | Italia (bandiera) | C     | E. Rimicci       |
|    | Italia (bandiera) | C     | Isidoro Sordi    |
|    | Italia (bandiera) | A     | Giorgio Speranza |
|    | Italia (bandiera) | A     | Orazio Stentella |
|    | Italia (bandiera) | A     | Florindo Stocchi |
|    | Italia (bandiera) | P     | E. Zacchi        |